# Куева-де-лос-Касарес
40°57′27″ пн. ш. 2°17′27″ зх. д. / 40.9575° пн. ш. 2.2909277777778° зх. д.
Куева-де-лос-Касарес (ісп. Cueva de los Casares) — печера в Ріба-де-Саелісес, провінція Гвадалахара, Іспанія, в якій в 1933 році було виявлено настінні малюнки епохи палеоліту. Найбільш відмітно в цій печері, маловідомій за межами Іспанії, те, що в ній знайдено найдревніші приклади малюнків на тему біологічних стосунків між чоловіком і жінкою, включаючи статевий акт, вагітність, народження дитини і сімейне життя. Є і символічні зображення пенісу і вульви. На малюнках також зображені мамонти і інші тварини, знаряддя, абстрактні фігури.

## Фототека зображень

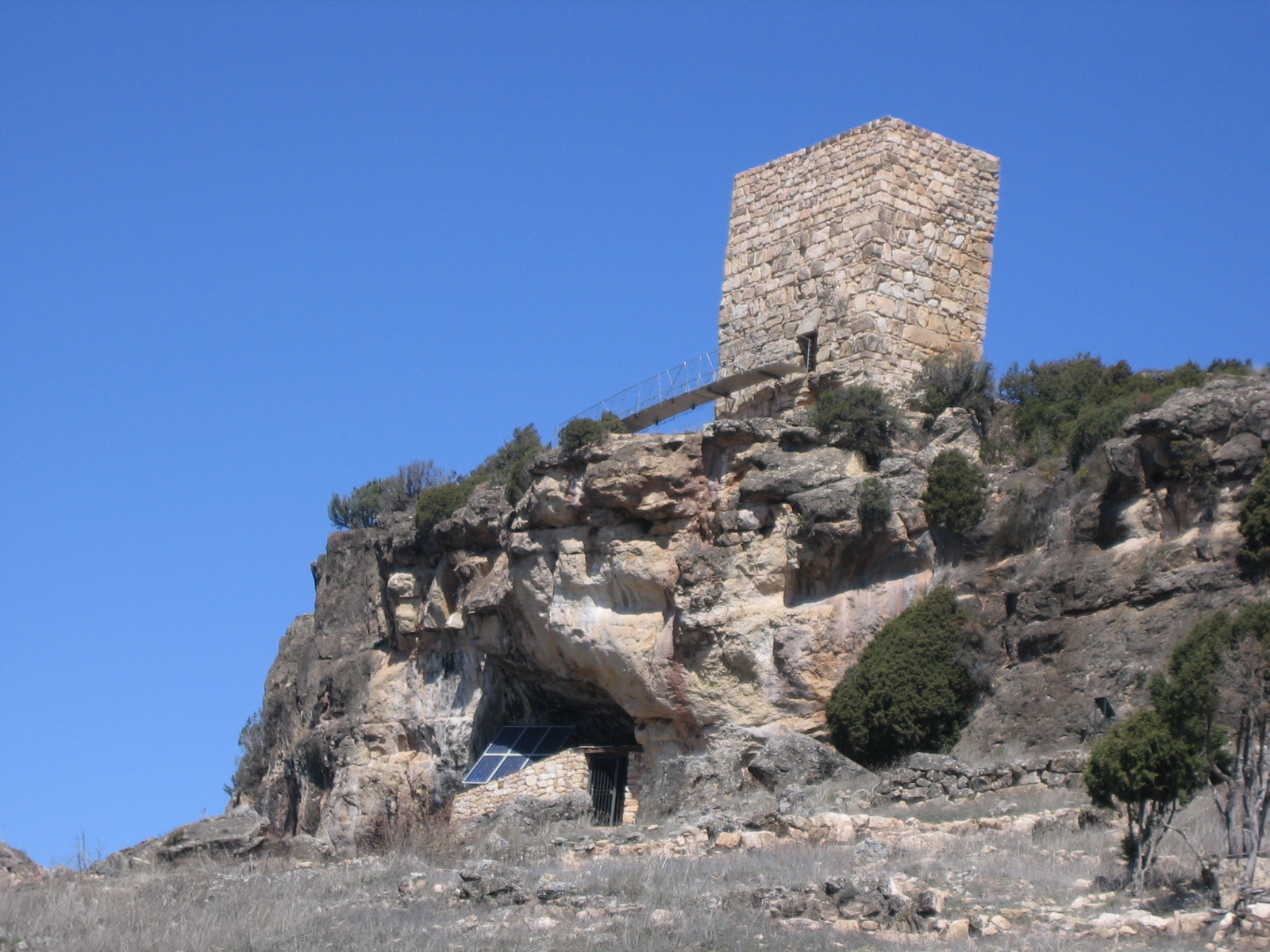
Вхід до печери.
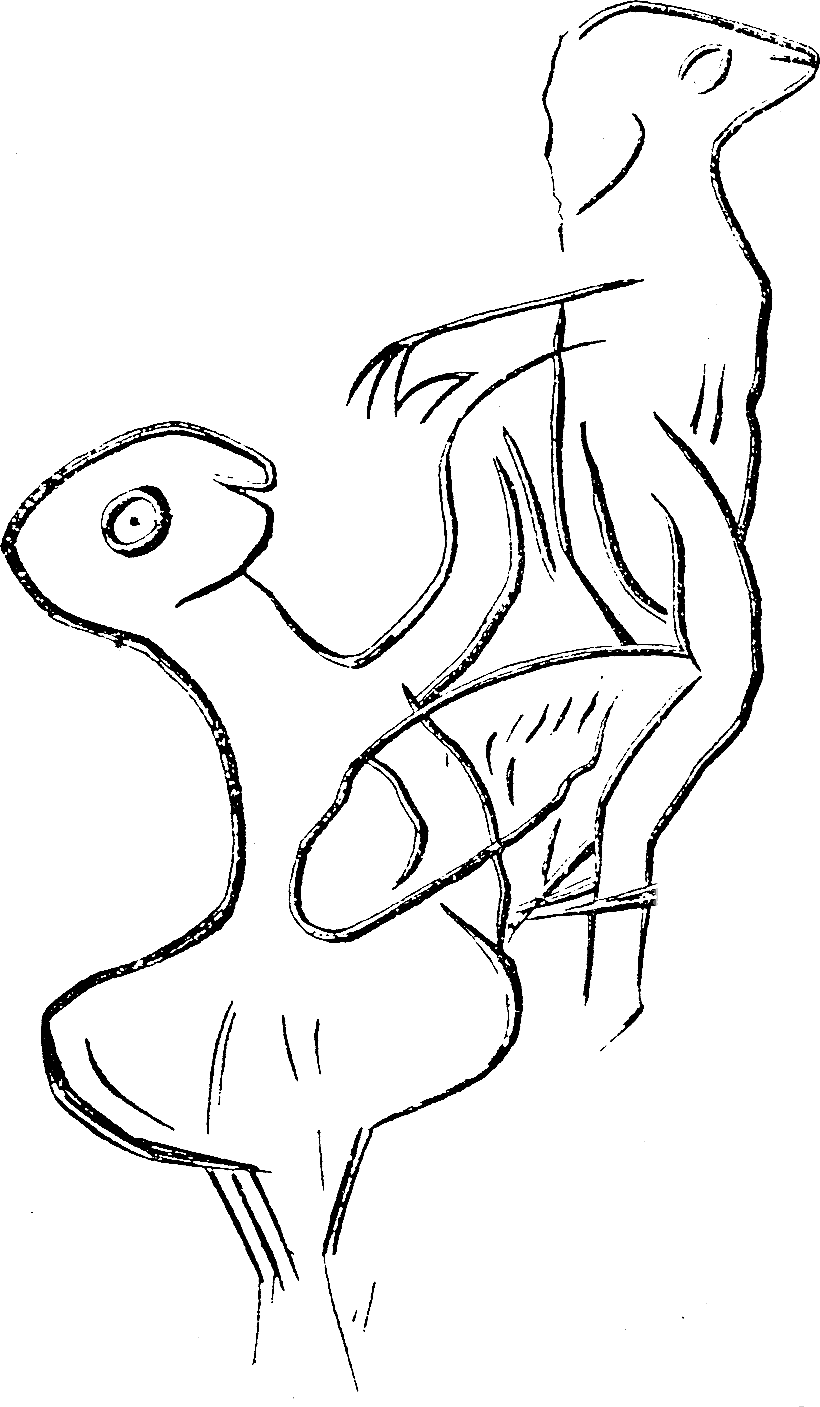
Рисунок статевого акту.
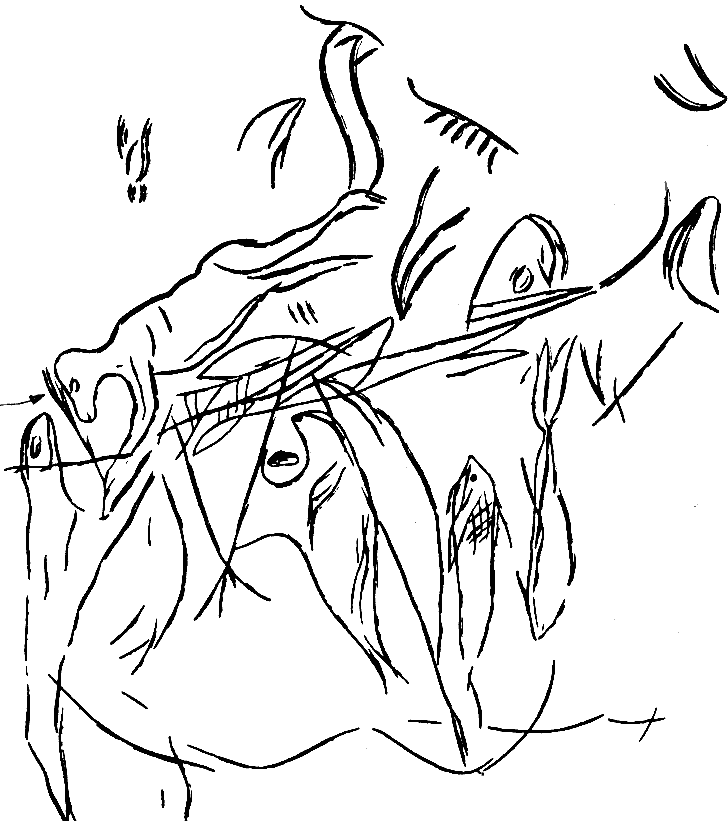
Ритуальне купання.

## Ресурси Інтернету
- Cave art in the Iberian peninsula [Архівовано 27 травня 2015 у Wayback Machine.]